# Душко Кењало
Душко Кењало (Чађавица Горња, Босански Нови 2. јануар 1956) је пуковник Војске Републике Српске.

## Биографија
Средњу војну школу копнене војске завршио је 1975. у Сарајеву, Војну академију копнене војске, смјер оклопно-механизоване јединице, 1979. у Београду, Школу страних језика ЈНА 1984. у Београду, а Генералштабну академију „Михаил Васиљевич Фрунзе“ 1988. у Москви. У ЈНА службовао је у Дугом Селу и Загребу, а службу је завршио у
обавјештајном центру 5. армије, у чину капетана I класе. У ВРС је био од дана њеног формирања. Обављао је дужности помоћника и замјеника начелника обавјештајног центра и начелника одјељења у обавјештајној управи Генералштаба ВРС. Активна служба престала му је 28. фебруара 2002. У ЈНА је одликован Орденом за војне заслуге са сребрним мачевима и Орденом народне армије са сребрном звијездом, а у ВРС Орденом Његоша II реда.